# 1938年國民革命軍戰鬥序列

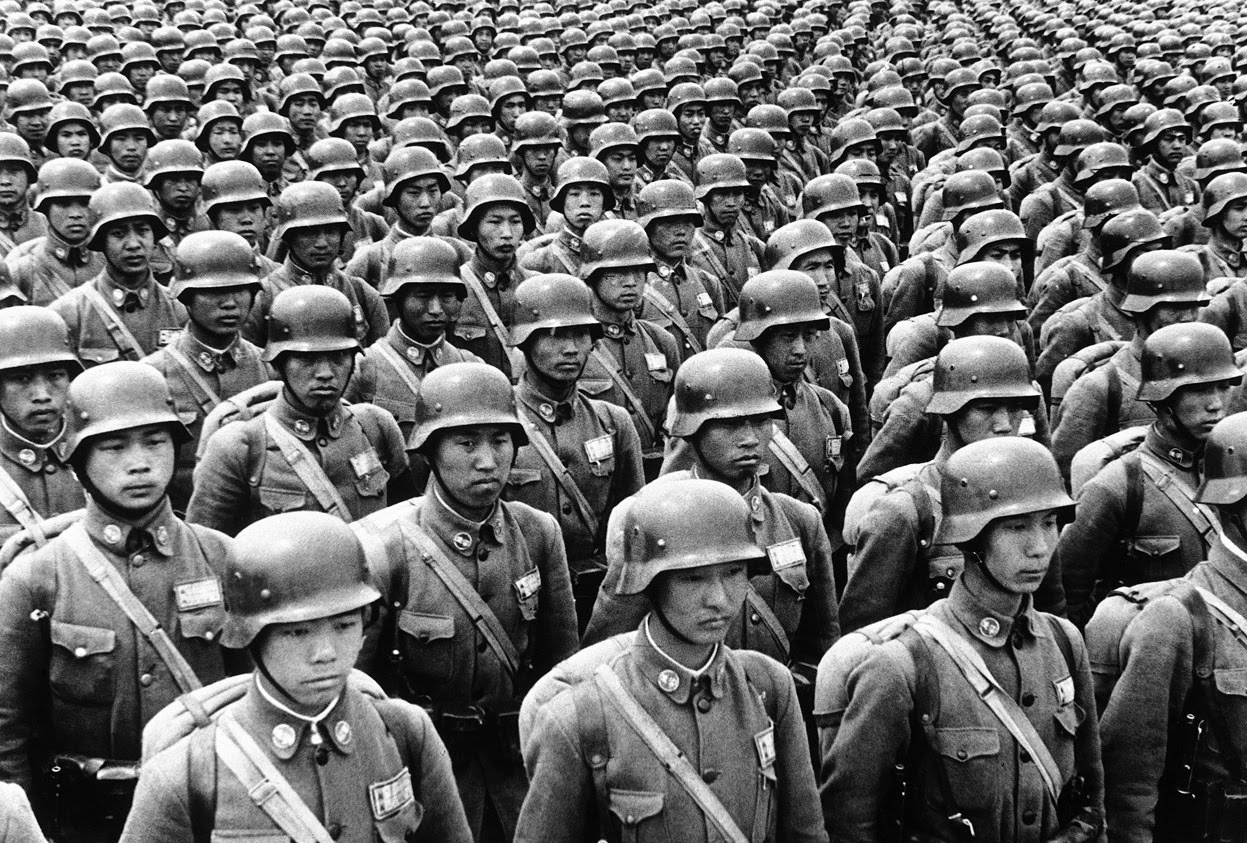
1938年的國民革命軍德械師

1938年國民革命軍戰鬥序列編列發布於1月，是中国抗日战争爆發後，國民政府為了「持久抗戰，鞏固武漢核心」，並且有效抗擊日本的入侵，所編列的中國全境國軍戰鬥序列，戰略目的則在於「東保津浦，西守道清」。另一方面，位於武漢的國民政府以修正《國民政府軍事委員會組織大綱》方式，將國民政府軍事委員會定為戰時政府之實質統治機構，也將統率國軍的國民政府軍事委員會委員長蒋中正取代國民政府主席成為實際上的中国最高領導人。
1938年11月中旬，中國軍隊於武漢保衛戰失利，加上南戰場重要據點廣州亦極為危險，至此，中華民國政府再度遷都至重慶。為了此戰略異動變數，加上兵士折損眾多，國軍戰鬥序列於同年年底至翌年年初予以大幅度更動。而跟隨戰鬥序列更動，抗日战争第一期之第二及三階段亦告正式結束，而中國也正式邁入以重慶為根據地的第二期抗日戰爭。

## 兵力與軍費
編成於1938年元月的中國國軍戰鬥序列，連整訓部隊及未經整編部隊，共有210個步兵師，35個步兵旅，11個騎兵師，6個騎兵旅，18個砲兵團，8個砲兵營。以1937年年中之兵力估算，陸軍現役兵員約達170餘萬人。其中不包含1937年實補之30萬，及1938年實補之1713780人。
在軍費方面，1938年國軍軍費支出約十四億六千兩百萬法幣，包含普通軍務費（糧餉）四億兩千萬法幣，國防建設費（武器）三億一千萬法幣，其他戰務費用七億二千萬法幣。而該項支出佔同年中國國家總支出之二十二億一千法幣的六成一以上。

## 中日兵力对峙
1938年，與中國國軍列對峙的日軍軍隊為寺內壽一率領的華北方面軍。以日本關東軍為主的該派遣軍，本只預計使用15個師團攻佔中國全境，不過年初已擴增至26師團，據估算，1938年攻擊國軍之日軍平均已達45萬人之譜。
在這種兵力對峙下，1938年年間，中國國軍與日軍發生了徐州会战與武汉会战兩次大會戰及193次重要戰鬥及戰役。其中，國軍陣亡249213人，負傷485804人。而日軍方面也死亡88978人，負傷355912人。

## 戰鬥序列表
國民政府整編了全國的軍隊，並將全國劃分為若幹作戰區域。陸海空軍最高統帥軍事委員會委員長是蔣中正，參謀总長是何應欽。

### 國民政府軍事委員會
- 陸海空軍最高統帥軍事委員會委員長蔣中正
  - 參謀總長何應欽

### 第一戰區
- 司令長官：程潛
- 作戰地區：北平至武漢的華北華中一帶（平漢鐵路沿線）
  - 第20集團軍：商震
    - 國民革命軍第三十二軍商震（兼）
    - 騎兵第14旅張占魁

  - 第1集團軍宋哲元
    - 國民革命軍第五十三軍萬福麟
    - 國民革命軍第七十七軍馮治安
    - 第181師石友三
    - 第17師趙壽山
    - 國民革命軍騎兵第3軍鄭大章

  - 國民革命軍第六十八軍劉汝明（直屬）
  - 國民革命軍第九十二軍李仙洲（直屬）
  - 第106師沈克（直屬）
  - 第118師張硯田（直屬）
  - 新編第8師蔣在珍（直屬）
  - 新編第35師王勁哉（直屬）
  - 騎兵第4師王奇峰（直屬）
- 共轄25個步兵師，2步兵旅，2騎兵師；其他特種部隊未於序列內。

### 第二戰區
- 司令長官：閻錫山
- 作戰地區：山西方面
- 兵力：共轄27個步兵師，3個步兵旅，3個騎兵師
- 南路前敵總司令衛立煌，下轄：
  - 國民革命軍第三軍，軍長曾萬鐘
  - 國民革命軍第九軍，軍長郭寄嶠
  - 國民革命軍第十四軍，軍長李默庵
  - 國民革命軍第十五軍，軍長劉茂恩
  - 國民革命軍第十七軍，軍長高桂滋
  - 國民革命軍第十九軍，軍長王靖國
  - 國民革命軍第四十七軍，軍長李家鈺
  - 國民革命軍第六十一軍，軍長陳長捷
  - 國民革命軍第九十三軍，軍長劉戡
  - 國民革命軍第十八集團軍：軍長朱德
  - 第14軍團，軍團長馮欽哉
- 北路前敵總司令傅作義，下轄：
  - 國民革命軍第三十五軍，軍長傅作義（兼）
  - 國民革命軍騎兵第一軍，軍長趙承綬
  - 國民革命軍騎兵第二軍，軍長何柱國
  - 國民革命軍第三十三軍，軍長孙楚（直屬）
  - 國民革命軍第三十四軍，軍長楊澄源（直屬）
  - 新編第2師，師長金憲章
  - 第66師，師長杜春沂（直屬）
  - 第71師，師長郭宗汾（直屬）

### 第三戰區
- 司令長官：顧祝同
- 作戰地區：蘇浙方面
- 兵力：共轄24個步兵師，6個步兵旅；不含特種部隊及游擊部隊。
  - 第10集團軍司令官劉建緒，下轄：國民革命軍第二十八軍軍長陶廣，國民革命軍第七十軍軍長李覺，第79師師長陳安寶，暫編第13旅旅長楊永清
  - 第19集團軍司令官羅卓英，下轄：國民革命軍第四軍軍長吳奇偉，國民革命軍第十八軍軍長羅卓英（兼），國民革命軍第七十九軍軍長夏楚中，國民革命軍第二十五軍軍長萬耀煌，國民革命軍第七十三軍軍長王東原
  - 第23集團軍司令官唐式遵，下轄：國民革命軍第二十一軍軍長唐式遵（兼）
  - 第28集團軍司令官潘文華
  - 國民革命軍第二十三軍軍長潘文華（兼）
  - 新編第4軍軍長葉挺（直屬），獨立第6旅旅長周誌群（直屬）
  - 寧波守備司令王皡南，轄第194師師長陳德法
  - 溫臺守備司令徐旨乾，轄暫編第12旅旅長李國鈞
  - 遊擊總司令黃紹雄

### 第四戰區
- 司令長官：何應欽（參謀總長兼任）
- 作戰地區：兩廣方面
- 兵力：共轄9個步兵師，2個步兵旅
  - 第12集團軍司令官余漢謀，下轄：國民革命軍第六十二軍軍長張達，國民革命軍第六十三軍軍長張瑞貴，國民革命軍第六十四軍軍長李漢魂，國民革命軍第六十五軍軍長李振球，獨立第9旅旅長李振良，獨立第20旅旅長陳勉吾
  - 第8軍團軍團長夏威，
  - 虎門要塞司令陳策

### 第五戰區
- 司令長官：李宗仁
- 作戰地區：天津至南京浦口之華東一帶（津浦鐵路沿線）
- 兵力：共轄27個步兵師，3個步兵旅，不含特種部隊。
  - 第3集團軍司令官于學忠，下轄：國民革命軍第五十一軍軍長于學忠（兼），國民革命軍第十二軍軍長孫桐萱，國民革命軍第五十五軍軍長曹福林，國民革命軍第五十六軍軍長谷良民
  - 第11集團軍司令官李品仙，下轄：國民革命軍第三十一軍軍長韋雲淞
  - 第21集團軍司令官廖磊，下轄：國民革命軍第七軍軍長周祖晃，國民革命軍第四十八軍軍長廖磊（兼）
  - 第22集團軍司令官鄧錫侯，下轄：國民革命軍第四十一軍軍長孫震，國民革命軍第四十五軍軍長鄧錫侯（兼）
  - 第24集團軍司令官顧祝同（兼），下轄：國民革命軍第五十七軍軍長繆澄流
  - 第27集團軍司令官楊森
  - 第3軍團軍團長龐炳勛
  - 國民革命軍第五十九軍軍長張自忠
  - 海軍陸戰隊

### 第八戰區
- 司令長官：蔣中正（兼），副司令長官：朱紹良
- 作戰地區：甘肅、綏遠、寧夏及青海一帶
- 兵力：共轄5個步兵師，4個步兵旅，5個騎兵師，4個騎兵旅，不含特種部隊。
  - 第17集團軍司令官馬鴻逵，下轄：
    - 國民革命軍第八十一軍軍長馬鴻賓
    - 第168師師長馬鴻逵（兼）
    - 騎兵第1旅旅長馬光宗
    - 騎兵第10旅旅長馬全忠
    - 寧夏警備第1旅旅長馬寶琳
    - 寧夏警備第2旅旅長馬得貴

  - 國民革命軍第八十軍軍長孔令恂（獨立）
  - 國民革命軍第八十二軍軍長馬步芳（獨立）
  - 國民革命軍騎兵第5軍軍長馬步青
  - 第191師師長楊德亮
  - 挺進軍司令馬占山

### 武漢衛戍總司令部
- 總司令：陳誠
- 兵力：共轄14個步兵師，1個步兵旅
  - 國民革命軍第二軍，軍長李延年
  - 國民革命軍第四十九軍，軍長劉多荃
  - 國民革命軍第五十四軍，軍長霍揆章
  - 國民革命軍第六十軍，軍長盧漢
  - 國民革命軍第七十五軍，軍長周碞
  - 第13師，師長吳良琛
  - 第57師，師長施中誠
  - 第77師，師長彭位仁
  - 江防總司令劉興
  - 海軍陸戰隊

### 西安行營
- 主任：蔣鼎文
- 兵力：共轄12個步兵師，4個步兵旅，3個騎兵師
  - 第11軍團軍團長毛炳文，下轄：國民革命軍第三十七軍軍長毛炳文（兼），第43師師長周祥初
  - 第17軍團軍團長胡宗南，下轄：國民革命軍第一軍軍長胡宗南（兼），國民革命軍第八軍軍長黃
  - 第21軍團軍團長鄧寶珊
  - 國民革命軍第三十八軍軍長孫蔚如
  - 國民革命軍第四十六軍軍長樊崧甫
  - 第86師師長高雙成
  - 第165師師長魯大昌
  - 暫編騎兵第1師（直屬）
  - 騎兵第6軍軍長門炳嶽（直屬）

### 閩綏靖公署
- 主任：陳儀
- 兵力：共轄2個步兵師，4個步兵旅
  - 第75師師長宋天才
  - 第80師師長陳琪
  - 福建保安第1旅旅長陳佩玉
  - 福建保安第2旅旅長李樹棠
  - 福建保安第3旅旅長趙琳
  - 海軍陸戰隊第2旅

### 軍委會直轄兵團
- 兵力：共轄17個步兵師
  - 第20軍團軍團長湯恩伯，下轄：國民革命軍第十三軍軍長湯恩伯（兼），國民革命軍第五十二軍軍長關麟征，國民革命軍第八十五軍軍長王仲廉
  - 第2集團軍司令官孫連仲，下轄：國民革命軍第三十軍軍長田鎮南，國民革命軍第四十二軍軍長馮安邦
  - 第8集團軍司令官張發奎，下轄：第36師師長蔣伏生，第50師師長成光耀，第92師師長黃國棟，第93師師長甘麗初，第167師師長薛蔚英
  - 第26集團軍司令官徐源泉，下轄：國民革命軍第十軍軍長徐源泉（兼），國民革命軍第八十七軍軍長劉膺古

## 空軍
- 第一大隊（轟炸機），下轄2個中隊：A-16攻击机18架、弗力特-7型教練機1架
- 第二大隊（轟炸機），下轄3個中隊：A-16攻击机27架
- 第三大隊（戰鬥機），下轄3個中隊：霍克III型9架、P-26战斗机10架、布瑞達-27型2架、菲亞特-32型3架
- 第四大隊（戰鬥機），下轄3個中隊：霍克III型28架、福克·華夫型教練機1架
- 第五大隊（戰鬥機），下轄3個中隊：霍克III型28架、福克·華夫型教練機1架
- 第六大隊（戰鬥機、轟炸機），下轄4個中隊：道格拉斯轟炸機27架、菲亞特-32型戰鬥機3架、波羅尼-111型轟炸機7架、德·哈蘭-摩斯教練機2架
- 第七大隊（偵察機），下轄4個中隊：O2U海盗式侦察机27架
- 第八大隊（轟炸機），下轄3個中隊：薩伏亞S-72型6架、道格拉斯轟炸機6架、亨格爾111-A型6架、馬丁型6架、福克·華夫型教練機1架
- 第九大隊（攻擊機），下轄2個中隊：A-12攻击机20架
- 直轄大隊，下轄5個中隊：
  - 第十三中隊：道格拉斯轟炸機7架
  - 第十八中隊：道格拉斯轟炸機9架、O2U海盗式侦察机3架
  - 第二十中隊：O2U海盗式侦察机11架
  - 第二十九中隊：霍克III型9架、霍克II型3架
  - 第三十一中隊：道格拉斯轟炸機9架

## 海軍
- 第一艦隊下轄：海容、海籌、寧海、逸仙、大同、自強、永健、永績、中山、建康、定安、克安，12艘17484噸
- 第二艦隊下轄：楚有、楚泰、楚同、楚謙、楚觀、江元、江貞、永綏、民生、民權、鹹寧、德勝、江鯤、江犀、湖鵬、湖鷹、湖鶚、湖隼，19艘9359噸
- 第三艦隊下轄：定海、永翔、楚豫、江利、鎮海、同安、海鷗、海鶴、海清、海燕、海駿、海逢、海琛，14艘14717噸
- 練習艦隊下轄：應瑞、通濟，2艘4360噸
- 巡防艦隊下轄：順勝、義勝、勇勝、仁勝、海寧、江寧、撫寧、綏寧、肅寧、威寧、崇寧、義寧、正寧、長寧，14艘4270噸
- 測量艦隊下轄：甘露、青天、誠勝、公勝、景星、廣雲、璈日，7艘3000噸
- 直轄艦隊下轄：平海、普安、武勝、辰字號魚雷艇、宿字號魚雷艇，5艘5825噸